# Портрет Смеральды Брандини
«Портрет Смеральды Брандини» — женский портрет работы Сандро Боттичелли, написанный около 1475 года. Хранится в Музее Виктории и Альберта, Лондон (no. CAI.100).

## Характеристика

### Модель и авторство
На подоконнике в нижней части картины находится надпись «Smeralda di M.Bandinelli Moglie di VI… Bandinelli», которая, как считается, относится к бабушке скульптора Баччо Бандинелли. Надпись, скорее всего, была сделана много позже создания самой картины, поскольку скульптор принял фамилию «Бандинелли» лишь в 1530 году.
Эсмеральда (Смеральда) Донати Брандини была женой Донато Брандини, матерью заметного флорентийского ювелира Микеланджело де Вивиано де Брандини из Гаиуоле и бабушкой упомянутого Баччо от брака Микеланджело с Катариной — дочерью Таддео Уголино. Архивные документы свидетельствуют, что в 1469 году ей было 30 лет, муж был на 8 лет её старше, а её детям Микеланджело — 12, Джанбатиста — 2 и Лукреции — 10.
Выдвигалось предположение, что автором картины был один из помощников Боттичелли, написавший её в 1470-х. Уильям Майкл Россетти предположил, что это может быть аноним, известный под прозвищем Amico di Sandro. Также существовало предположение, что это одна из подделок Игнацио Хагфорда Мл. Музей, тем не менее, продолжает выставлять картину как работу Боттичелли, в чем его поддерживает большинство исследователей творчества мастера.

## Композиция
Историки искусства отмечают новые черты в композиционном построении портрета и позе модели. «Ранние флорентийские портреты были профильными. Разворот женщины в три четверти, и расположение её руки на раме окна — были нововведением Боттичелли». Считается, что это чуть ли не первый пример трехчетвертного разворота во флорентийском портрете. «Отказавшись от профиля, традиционно использовавшегося для ренессансных женских образов, Боттичелли принес в портрет новое ощущение движения». Эта инновация будет подхвачена другими художниками.

## Провенанс
В 1805 году картина находилась в парижской коллекции графа Пурталеса-Горжье; в 1865 году она была продана за 3400 франков. В 1867 году её купили на «Кристис» для Данте Габриэля Россетти, по его словам — за 20 фунтов. В музей она попала из коллекции его патрона — Константина Александра Ионидеса, который приобрел её у него в 1880-х за 315 фунтов.
Россетти пишет об этой картине в комментариях к своему сочинению «К Весне Сандро Боттичелли», объясняя строчки:
| Кто в новый год, сметённый давней вьюгой, Играл для Дамы? Вся в цветах, как луг, Там Флора с томной вязью бровных дуг (…) | What masque of what old wind-withered New-Year Honours this Lady?* Flora, wanton-eyed For birth, and with all flowrets prankt and pied |

таким образом:
«* Та же дама, здесь в образе Весны — очевидно, модель портрета Боттичелли в бывшей коллекции Пурталя в Париже. Портрет подписан „Смеральда Бандинелли“».
Это предположение сегодня считается ошибочным.